# Martin Luther
Martin Luther (Eisleben, 10. studenog 1483. – Eisleben, 18. veljače 1546.), njemački teološki i vjerski reformator, začetnik protestantske reformacije.
Njegova vjerska reformacija duboko je utjecala na političke, ekonomske, obrazovne i jezične prilike u svijetu što ga je učinilo jednom od najvažnijih figura europske povijesti. Martin Luther rođen je 10. studenog 1483. godine u mjestu Eisleben. Osnovno i srednje obrazovanje Martin Luther stjecao je u Mansfeldu, Magdeburgu i Eisenachu. Godine 1501. u dobi od 17 godina upisao se na sveučilište u Erfurtu. Njegov otac Hans Luther, podrijetlom iz seljačke obitelji, bio je rudar u rudniku bakra u području Mansfelda.

## Obrazovanje
Martin Luther namjeravao je studirati pravo, što je bila očeva želja, ali u ljeto 1505. napušta studij, prodaje knjige i pristupa augustinskom redu u Erfurtu. Ta je odluka iznenadila njegove prijatelje i zgrozila njegova oca. Kasnije će taj svoj potez Luther objašnjavati reakcijom na neke događaje iz svoga života koji su ga učinili svjesnim prolaznosti života. U samostanu je promatrao pravila koja se nameću novacima, ali nije našao vlastiti mir kako je očekivao. Ipak 1507. godine je zaređen, a Lutheru je ponuđeno da studira teologiju kako bi postao profesor u nekom od novoosnovanih sveučilišta koje su utemeljili redovnici. Godine 1508. postavljen je u službu Johanna von Staupitza, vice-generala augustinskog reda, na novom sveučilištu u Wittenbergu (osnovano 1502.). Diplomirao je teologiju 1509. i vratio se u Erfurt, gdje je boravio do 1511. godine.

## Vjerski nauk
U studenome 1510., zbog poslova svoga reda, posjetio je Rim gdje je obnašao dužnosti uobičajene za svećenika-gosta i bio šokiran raskošnim i razuzdanim životom rimskog svećenstva.  Godine 1511. postao je profesor biblijske egzegeze u Wittenbergu. Iako još uvijek nesiguran u vlastiti spas Luther je postao aktivni propovjednik, učitelj i administrator.  Negdje u vrijeme proučavanja Novog zavjeta u pripremama za svoja predavanja počeo je vjerovati kako kršćani nisu spašeni zahvaljujući vlastitim naporima već Božjom milošću, koju oni prihvaćaju u vjeri ("Da, milošću ste spašeni – po vjeri. To ne dolazi od vas; to je dar Božji" Ef 2.8). 31. listopada 1517. na vrata crkve u Wittenbergu[nedostaje izvor] izvjesio na javnu raspravu svojih 95 teza o indulgencijama, dogmama i uređenju crkve. Povod za to bio je dolazak dominikanca Tetzela, papinog opunomoćenika za prodavanje oprosta. Tetzel je tada naime, u papino ime prodavao oproštajnice od prošlih i budućih grijeha, bez potrebe vjere i pokajanja, oproštenje se moglo kupiti ne samo za žive, već i za mrtve koji navodno borave u čistilištu. Zanimljivo je spomenuti da prethodno opisani događaj Luther nijednom riječju nije spomenuo ni u jednom svom djelu iako je tim događajem obilježen početak vjerske reformacije. Lutherov je proglas izazvao veliko zanimanje javnosti i veoma brzo je preveden na njemački jezik (izvorno ga je Luther napisao na latinskom jeziku) te proširen diljem Njemačke. Rasprava o oprostu brzo se pretvorila u napad na papinstvo, a zatim i na čitavu tradicionalnu crkvenu organizaciju. Unatoč nalogu pape Lava X. (1518.) da se opravda pred njegovim izaslanikom, kardinalom Cajetanom (Tommaso de Vio) ostao je čvrsto pri svojim tezama.

## Početak sukoba s katoličkom crkvom
Papa Lav X. zbog Lutherove nauke izdao je 1520. bulu Exsurge domini, kojom je osudio 41. navodnu Lutherovu zabludu, naredio spaljivanje njegovih knjiga, te mu dao 60 dana da mu se podčini. Luther nimalo dirnut tom bulom, baca je u oganj, odnosno spaljuje skupa sa spisima onih koji su podržavali papinu nadležnost pred skupinom profesora, studenata i građana Wittneberga 10. prosinca te iste godine. Time on jasno pokazuje da raskida s Rimom. Nakon spaljivanja Bule izdaje spis: "Zašto je Dr. Martin Luther spalio papine knjige i knjige njegovih učenika", u tom spisu on kaže: "Mislim da tko god je tvorac te Bule, on je pravi antikrist... Ali ja ti kažem antikriste, da Luther koji je naučio da se bori, neće se dati zaplašiti tvojim praznim Bulama, jer je on navikao da pravi razliku između komada papira i svemoguće Božje riječi". Proučavajući Ivanovo "Otkrivenje" i knjigu proroka Danijela on izjavljuje 15. kolovoza 1520.: "Mi ovdje smo uvjereni da je papinstvo prijestolje pravog i stvarnog antikrista". 1521. papa izdaje novu bulu Damnatio et excommunicatio Martini Lutheri. Luther i njegove pristalice bili su sada isključeni iz crkve i stavljeni pod prokletstvo. 
Kada je papa ponovno osudio njegovo učenje Luther mu je odgovorio s tri spisa (An den christlichen Adel deutscher Nation; Von der babylonischen Gefangenschaft der Kirche i Von der Freiheit eines Christenmenschen), u kojima je iznio vlastite osnovne koncepcije: spas kršćaninu donosi vjera u Kristovu otkupnu žrtvu, a ne dobra djela koja čini; izvor istine u religiji nije tzv. sveta predaja nego Sveto pismo; Crkva nije posrednik između čovjeka i Boga, jer unutarnju religioznost daje neposredno sam Bog. "Samo Isus", "samo Pismo", "samo milost" i "samo vjera" poznata su četiri načela kojima je obuhvatio reformacijski nauk povratka na izvorno, novozavjetno, kršćanstvo. U svojim istupima težio je i ka jeftinijoj crkvi. Pored stavova koje je zastupao njegovoj popularnosti pridonijela je i njegova elokvencija jer je njegovao humorističan, grub i vulgaran stil (papu je, na primjer, zbog njegova razvratna života, zapostavljanja novozavjetnoga kršćanskog nauka i uvođenja kojekakvih hereza nazivao antikristom, što je u ono vrijeme bilo veoma šokantno). Krajem 1520. godine Luther javno spaljuje papinu bulu, a u siječnju 1521. papa ga je zauzvrat ekskomunicirao svojom bulom Decet Romanum Pontificem. Car Karlo V., kao izvršitelj papinske ekskomunikacije pozvao je Luthera da dođe na sabor u Worms (u travnju 1521.) kako bi tu Luther opozvao svoje učenje. Luther se pojavio na saboru, ali je odbio opozvati svoje učenje tvrdeći kako ne može ići protiv svoje savjesti pa je protiv njega i njegovih sumišljenika izrečena kazna progona iz države (Reichsacht). Tada mu je njegov simpatizer saski knez-izbornik Fridrich pružio tajno utočište u dvorcu Wartburg. U Wartburgu Luther počinje prevoditi Novi zavjet s originalnog grčkog na njemački jezik, što je bio njegov doprinos stvaranju jedinstvenog njemačkog književnog jezika. U to doba Lutherov radikalizam počinje iščezavati te se on sve više zalaže za miran razvitak i nenasilna sredstva, a službenim osloncem Reformacije proglašava kneževu feudalnu vlast.
Oženio se 1525. godine Katharinom von Bora, bivšom časnom sestrom. Time je on jasno pokazao što misli o celibatu. Brak je bio uspješan, a supruga mu je postala važan oslonac u životu. Na vjerskom planu, međutim, Luther je doživljavao sukobe i unutar svoga pokreta te se tako razišao s radikalnim Münzerom, kao i s nekim drugim velikim reformatorima svoga vremena – Erazmom Roterdamskim (koji zapravo nije bio reformator, jer je do smrti ostao katolik, a samog je Luthera još prije njegove ekskomunikacije upozoravao na pogubnost djela koje je započeo) i Zwinglijem. Luther je oštro istupio i protiv anabaptista tražeći za njih progon i smrtnu kaznu.

## Daljnje djelovanje
Njegov vjerni pristaša bio je Philipp Melanchthon koji je bio njegov zastupnik na saboru u Augsburgu 1530. godine, a na koji Luther nije mogao doći jer je prognan. Premda to zapravo i nije točno, jer je Melanchtona Luther nazivao Leisetreter, što bi se moglo prevesti kao »mekušac«, zbog njegove popustljivosti i sklonosti kompromisima s Katoličkom Crkvom. Godinu dana ranije, 1529., Luther je objavio svoju najpopularniju knjigu – Mali katekizam, u kojoj objašnjava teologiju evangeličke reformacije jednostavnim i slikovitim jezikom. Godine 1532. Luther prevodi Stari zavjet s originalnog hebrejskog na njemački. Iste godine djelo je i objavljeno. U međuvremenu njegov se utjecaj raširio diljem sjeverne i istočne Europe. Razlog tome bio je taj što je branio nezavisnosti vladara od crkvenog nadleštva (kasnije će taj njegov stav biti intepretiran na načine suprotne njegovoj prvotnoj namjeri). Kada je 1525. planuo Seljački ustanak u krajevima gdje su kneževi i plemići bili mahom katolici, Luther je pokušao posredovati svojim autoritetom. Međutim, kada je ustanak zahvatio i protestantska područja, izrazito oštro je istupio protiv ustanika, podržavajući i smrtnu kaznu za vođe pobune.
Vjenčao se 1525. Katharinom von Bora, bivšom časnom sestrom iz reda cistercita.
Do 1537. godine Lutherovo zdravlje bilo je ozbiljno načeto. Istovremeno sve ga više zabrinjava preporod papinskog utjecaja, kao i oni potezi koje je on smatrao pokušajem Židova da iskoriste konfuziju među kršćanima i ponovo otvore pitanje Isusova poslanja. Smatrajući i sebe odgovornim za nastalu situaciju napisao je oštru polemiku protiv Židova, kao i polemike protiv papinstva i radikalnog krila reformista – anabaptista (Treba, međutim, spomenuti i da je Luther u ranijim godinama svoga djelovanja bio protivnik teološki motiviranog antižidovstva, te je tada napisao i poznato djelo "Isus Krist je rođen kao Židov" u kojem se zalaže za novozavjetni odnos prema Židovima koji je pozitivan, vidi Rimljanima 11. poglavlje). Ipak, njegove će antižidovske teze omogućiti stvaranje antisemitske Njemačke evangeličke Crkve (tzv. Deutsche Christen) u doba nacizma, a koja je zastupala izrazito rasističke stavove, predstavljajući se crkvom arijevske rase. U zimu 1546. godine Luther je zamoljen da razriješi spor između dva mlada grofa koja su vladala u području Mansfelda, gdje se rodio. Iako razmjerno star i bolestan, krenuo je na put, razriješio spor i umro 18. veljače 1546. u Eislebenu.
Govoreći o Janu Husu izjavio je: "Ako se takvog čovjeka smatra heretikom, onda nitko na svijetu nije pravi kršćanin."

## Vanjske poveznice
- Martin Luther – Eine Bibliographie  Arhivirana inačica izvorne stranice od 24. studenoga 2005. (Wayback Machine) (njem.)